# Rhizodus
Rhizodus es un género extinto de peces prehistóricos del orden Rhizodontida. Este género marino fue descrito científicamente por Owen en 1840.

## Especies
Clasificación del género Rhizodus:
- † Rhizodus Owen 1840
  - † Rhizodus gracilis M'Coy 1848
  - † Rhizodus hibberti Agassiz 1843
  - † Rhizodus ornatus Traquair 1836